# Ђовани Ђентиле
Ђовани Ђентиле (итал. Giovanni Gentile; Кастелветрано, 30. мај 1875 — Фиренца, 15. април 1944) је био сицилијански филозоф и најутицајнији представник неохегелијанске филозофије актуализма. Сматра се једним од зачетника модерне фашистичке идеологије.

## Идеологија
Ђентиле је подржавао Марксову критику либералног капитализма и индивидуализма који он доноси. Веровао је да је дужност сваког појединца је потчињавање свом колективу и оштро се противио идеологији либертаријанизма. За њега, држава је израз народа и треба да има апсолутну медијску и економску надмоћ над појединцем.
Слободно тржиште је, према томе, недопустиво јер подстиче појединце да се понашају у свом интересу што је Ђентиле сматрао себичним. Држава је по њему самим тим дужна да се меша у привреду и економски контролише важне индустријске гране кроз различите видове пореза, регулација и субвенција. Циљ економије је дакле богаћење државе. Неконтролисано богаћење и лични интерес капиталиста ван државног буџета је самим тим претња по колектив (народ, јавни сектор, пролетеријат) и треба да буде санкционисано.
Такво размишљање је доста утицало на рађање и обликовање модерне фашистичке доктрине, поготово са економског аспекта.

## Биографија
Његова друштвена и литерарно-историјска делатност долази до изражаја у часопису La Critica, који је 1903. покренуо заједно са Бенедетом Крочеом. Приступа јуна 1923. фашистичкој партији. Себе је описао као филозофа фашизма, а био је и писац из сенке за Бенита Мусолинија и написао је књигу Доктрина фашизма. Био је предавач, историчар, поборник италијанске културе, издавач и министар образовања у Влади Мусолинија. Ђентиле је био последњи председник Краљевске академије Италије (1943-1944).
За разлику од многих италијанских интелектуалаца остао је веран до краја Мусолинију. Убијен је од стране комунистичких герилаца. Сахрањен је у цркви Санта Кроче.

## Дела о Ђентилеу
- Giovanni Gentile (Augusto del Noce, Bologna: Il Mulino, 1990)
- Giovanni Gentile filosofo europeo (Salvatore Natoli, Turin: Bollati Boringhieri, 1989)
- Giovanni Gentile (Antimo Negri, Florence: La Nuova Italia, 1975)
- Faremo una grande università: Girolamo Palazzina-Giovanni Gentile; Un epistolario (1930-1938), a cura di Marzio Achille Romano (Milano: Edizioni Giuridiche Economiche Aziendali dell'Università Bocconi e Giuffré editori S.p.A., 1999)
- Parlato, Giuseppe. "Giovanni Gentile: From the Risorgimento to Fascism." Trans. Stefano Maranzana. TELOS 133 (Winter 2005): pp. 75–94.
- Antonio Cammarana, Proposizioni sulla filosofia di Giovanni Gentile, prefazione del Sen. Armando Plebe, Roma, Gruppo parlamentare MSI-DN, Senato della Repubblica, 1975, 157 Pagine, Biblioteca Nazionale Centrale di Firenze BN 758951.
- Antonio Cammarana, Teorica della reazione dialettica : filosofia del postcomunismo, Roma, Gruppo parlamentare MSI-DN, Senato della Repubblica, 1976, 109 Pagine, Biblioteca Nazionale Centrale di Firenze BN 775492.